# John M. Palmer
John M. Palmer (Scott megye, 1817. szeptember 13. – Springfield, 1900. szeptember 25.) az Amerikai Egyesült Államok szenátora (Illinois, 1891–1897).